# ريكي شارب
ريكي شارب (بالإنجليزية: Ricky Sharpe)‏ هو لاعب كرة قدم أمريكية أمريكي، ولد في 23 يناير 1980.